# Ziegelhütte am Reichenbacherweg
Ziegelhütte am Reichenbacherweg ist eine Wüstung auf dem Gemeindegebiet der kreisfreien Stadt Schwabach (Mittelfranken, Bayern).

## Geographische Lage
Die Einöde lag auf einer Höhe von 342 m ü. NHN und war von Acker- und Grünland umgeben. Eine Vicinalstraße führte nach Schwabach (1,1 km östlich) bzw. über Unterreichenbach (1 km westlich) nach Heilsbronn.

## Geschichte
Ziegelhütte auf dem Ostanger wurde erstmals in den um 1860 entstandenen Positionsblättern des Königreichs Bayern verzeichnet. Der Ort wurde in einer topographischen Karte des Jahres 1951 letztmals verzeichnet und ist mittlerweile überbaut.

## Einwohnerentwicklung
| Jahr        | 001871 | 001885 |
| Einwohner   | 5      | 8      |
| Wohngebäude |        | 1      |
| Quelle      | [ 3 ]  | [ 4 ]  |

## Religion
Ziegelhütte am Reichenbacherweg war evangelisch-lutherisch geprägt und in die Stadtkirche St. Johannes und St. Martin (Schwabach) gepfarrt.